# Palaemnema domina
Palaemnema domina är en trollsländeart som beskrevs av Philip Powell Calvert 1903. Palaemnema domina ingår i släktet Palaemnema och familjen Platystictidae. Inga underarter finns listade i Catalogue of Life.